# Graba
Graba (oficialmente Santa María de Graba) es una parroquia española del municipio pontevedrés de Silleda, en la comunidad autónoma de Galicia.

## Historia
Hacia mediados del siglo XIX, la parroquia tenía contabilizada una población de 600 habitantes. Aparece descrita en el octavo volumen del Diccionario geográfico-estadístico-histórico de España y sus posesiones de Ultramar de Pascual Madoz con las siguientes palabras:

GRABA (Sta. Maria de): felig. en la prov. de Pontevedra (8 leg.), part. jud. de Lalin (2), dióc. de Lugo (11), ayunt. de Chapa: sit. sobre los primeros afluentes del nacimiento del r. Toja en un profundo y ameno valle, con buena ventilacion y clima sano. Tiene unas 120 casas repartidas en las ald. de Arcos, Bouzaricas, Ervije, Fontao, Fonte-fria, Iglesia, Mariña (Sta.), Outeiro, Pedrouzo, Penalta, Reigosa, Souto, Tijoa y Villar; la igl. parr. (Sta Maria), está servida por un cura de término y de patronato real y ecl. Confina esta felig. con la de maceira al NO.; la de Filgueira al E., y la de Refojos al S. El terreno participa de monte y llano y es muy fértil: abunda en esquisitas aguas que sirven para beber y otros objetos. prod.: trigo, centeno, maiz, castañas, patatas, legumbres, hortaliza, vino flojo, leña y pastos; hay ganado de cerda, lanar y cabrio, y el vacuno preciso para las labores: y se encuentra caza de distintas especies. pobl.: 126 vec., 600 alm. contr. con su ayunt. (V.)
(Madoz, 1847, p. 456)

En la actualidad, pertenece al municipio de Silleda. En 2022, tenía empadronados 195 habitantes.